# Ладік Андрій Миколайович
Андрі́й Микола́йович Ла́дік (22 червня 1976 — 17 серпня 2015) — солдат Збройних сил України, учасник російсько-української війни.

## Життєпис
Народився 1976 року у місті Лозова Харківської області. Закінчив лозівську ЗОШ № 11 міста Лозова, Слов'янський коледж цивільної авіації Київського міжнародного університету цивільної авіації. Мешкав та працював у Лозовій.
У червні 2015-го призваний за мобілізацією, пройшов підготовку в центрі «Десна»; солдат 28-ї окремої механізованої бригади.
17 серпня 2015 року загинув від кулі снайпера під час бою на блокпосту поблизу Мар'їнки.
Похований 19 серпня 2015-го у Лозовій на міському центральному кладовищі.
Без Андрія лишилися дружина, донька та сестра.

## Нагороди та вшанування
За особисту мужність, сумлінне та бездоганне служіння Українському народові, зразкове виконання військового обов'язку відзначений — нагороджений
- орденом «За мужність» ІІІ ступеня (16.1.2016, посмертно)[1]